# オロシウス
オロシウス（ラテン語: Orosius、383年頃 - 417年以降）は、ローマ帝国後期のキリスト教の聖職者、歴史家、学者。パウルス・オロシウスとも言われるが、写本の表記を間違えたもので、単にオロシウスだと考えられている。

## 生涯
生涯については不確かなことが多い。生地についても諸説あるが現在のポルトガルのブラガとする説が有力。
ローマ帝国上層のキリスト教徒家系に生まれたと考えられる。
ヒスパニアにまで進出したゲルマン人勢力から逃れて414年までにアフリカに渡り、ヒッポで教父アウグスティヌスに師事。
キリスト教徒として見聞を深めるため各地を訪れた。師匠アウグスティヌスのかわりにエルサレムでペラギウスと神学論争をかわした。帰国後、師匠アウグスティヌスのもとで数多くの神学、歴史書を書いた。
後年の生涯については全く不明である。いつ頃、死去したかについても分かっていない。研究者によれば、おそらく5世紀初頭と見られているが、証拠はまったくない。

## 著作
主著『異教徒に反駁する歴史』Historiae Adversus Paganos はキリスト教史観に基づいた最初期の歴史書であり、アウグスティヌスの『神の国』を補完するために著したとされる。中世には必修の史書と仰がれ、例えば９世紀イングランドにおいてアルフレッド大王の学芸振興策の一環として古英語訳が作られている。また10世紀のアンダルスで作られたアラビア語訳（通称『オロシウスの書』アラビア語: كتاب هروشيوش, en:Kitāb Hurūshiyūsh）は、ハカム2世の図書館に収められたと推測され、ヒエロニムスやイシドルスなど古代以来のラテン語キリスト教著作からの抜粋も加える独自の編纂を経た、史学史上も貴重なものである。